# H2 수용체 길항제

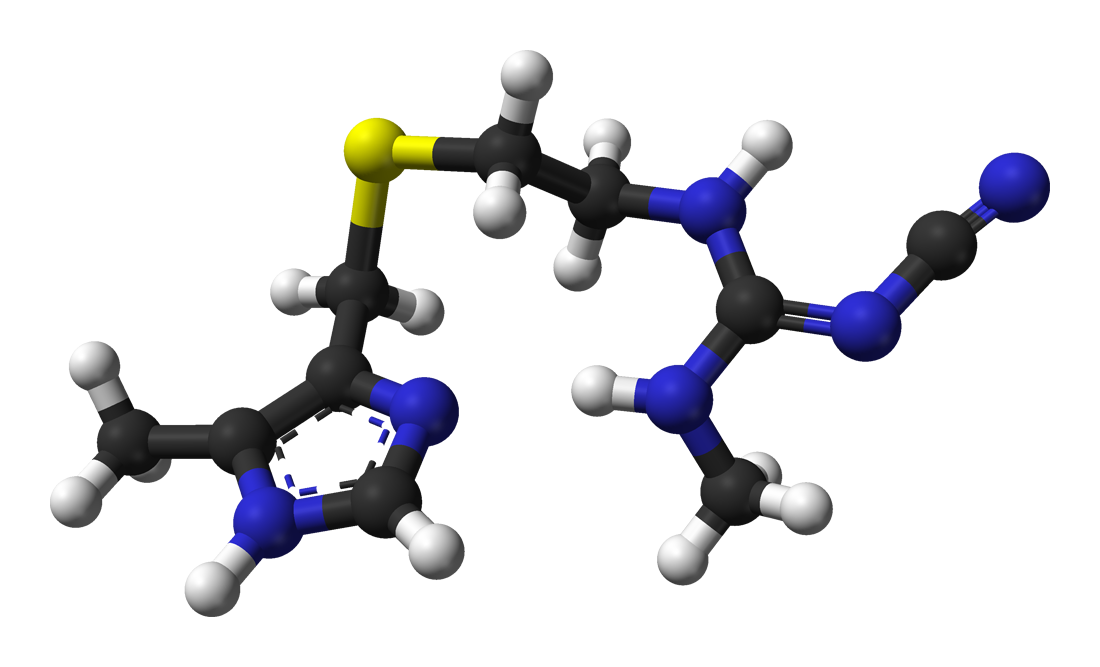
시메티딘의 공-막대 모형

H2 수용체 길항제(H2 receptor antagonist, H2RAs,) 또는 H2 차단제(H2 blockers)는 위의 벽세포에 있는 히스타민 H2 수용체에 히스타민이 작용하는 것을 막는 약물이다. 이로 인해 위산의 생산이 감소한다. 소화성 궤양, 소화불량, 위 식도 역류병(GERD) 등의 치료에 쓰일 수 있다. 현재는 양성자 펌프 억제제(PPI)가 H2 수용체 길항제보다 보통 우월하다고 알려져 있다. 양성자 펌프 억제제의 일종인 오메프라졸은 궤양과 역류성 식도염의 치료와 증상 완화, 두 측면 모두에서 H2 수용체 길항제인 라니티딘과 시메티딘보다 효과가 좋다.
H2 길항제는 항히스타민제의 한 종류이지만, 항히스타민제는 알레르기 반응을 완화하는 H1 수용체 길항제만을 가리키는 용어로도 흔히 사용된다. H1 길항제와 마찬가지로 일부 H2 길항제는 수용체 길항제가 아닌 역작용제로 작용하기도 한다.
최초의 H2 길항제인 시메티딘은 1960년대 중후반 제임스 화이트 블랙이 스미스, 클라인 & 프렌치(현재 글락소스미스클라인)에서 개발하였다. 이후 시메티딘은 1976년에 상품명 '타가메트'(Tagamet)로 처음 시장에 출시되며 최초로 1년에 10억 달러 매출을 올린 약물이 되었다. 구조-활성의 정량적 관계(QSAR) 모델이 쓰이면서 라니티딘부터 시작하여 여러 다른 약제가 개발되었다. 라니티딘과 같은 다른 약물들은 시메티딘에 비해 부작용과 약물 상호작용이 적고 효능은 더 크다.
H2 길항제는 모두 그 이름이 '-티딘'(-tidine)으로 끝나며, 알레르기 증상을 완화하는 H1 수용체 길항제와는 효과가 구분된다.

## 종류
- 시메티딘
- 라니티딘 - 2020년 4월 기준, 제조 과정에서 발암물질에 오염되었다는 이유로 미국에서는 철수, EU와 호주에서는 판매 중단되었다.[6][7][8][9][10]
- 파모티딘
- 니자티딘
- 록사티딘
- 라푸티딘
- 라볼티딘 - 설치류에서 위유암종을 일으켜, 발암물질이라는 이유로 생산이 중단되었다.[11][12]
- 니페로티딘 - 간독성을 유발하여 시장에서 철수하였다.[13]

## 약리학
H2 길항제는 위의 벽세포에 존재하는 H2 수용체에서 히스타민에 대한 경쟁적 저해제로 작용한다. 따라서 장크롬친화성유사세포(ECL 세포)가 방출한 히스타민이 위산 분비를 자극하는 H2 수용체에 결합할 수 없게 된다. 또한 위산 분비를 촉진하는 다른 물질인 가스트린과 아세틸콜린은 그 효과가 완전히 차단되지는 않으나 H2 수용체가 차단되면 효과가 감소한다. 이러한 두 가지 기전으로 인해 벽세포가 평상시와 식후에 위산을 분비하는 것이 억제된다.

## 임상적 사용
H2 길항제는 위산과 관련된 여러 위장관계 질환을 치료하기 위해 사용된다. 그 예로는 다음과 같은 질환들이 있다.
- 소화성 궤양 (PUD)
- 위 식도 역류병 (GERD)
- 소화불량
- 스트레스성 궤양 예방 (라니티딘의 특이적인 적응증)
- 수술 도중 흡인성 폐렴의 예방. 경구 H2 길항제는 위의 산성과 부피를 줄여 흡인성 폐렴의 빈도를 줄인다고 알려져 있다. 그러나 IV H2 길항제에 대해서는 흡인성 폐렴에 대한 효과를 밝히지 못했다.[15]

## 부작용
H2 길항제는 시메티딘을 제외하면 일반적으로 부작용이 거의 없이 복용할 수 있다. 흔하지 않은 약물 부작용에는 저혈압이 있다. 드문 부작용에는 두통, 피로감, 어지럼증, 혼란, 설사, 변비, 발진이 있다. 시메티딘은 앞선 부작용이 비교적 흔하게 나타날 수 있다. 또한 위산 과다분비 상태가 아닌 남성의 0.1~0.5%, 병적인 과다분비 상태인 남성의 2% 가량에서 시메티딘으로 1개월 이상 치료할 시 여성형유방증이 발생하였다. 이보다 더 드물게 시메티딘은 남성에서 성욕 상실과 발기부전을 일으킬 수 있는데, 모두 약물 복용을 중단하면 정상으로 돌아온다.
31개의 연구를 문헌 고찰한 논문에서는 H2 길항제를 사용한 환자에서 폐렴의 전반적인 위험이 그렇지 않은 환자의 1.22배 정도로 증가했다고 밝혔다.
2022년 메타분석의 분석(엄브렐라 리뷰)에 따르면 H2 길항제의 사용은 폐렴, 복막염, 괴사성 장염, 디피실리균 감염, 간암, 위암, 고관절 골절 등과 관련이 있다.

## 약물 상호작용

파모티딘의 골격 구조식. 시메티딘과 달리, 파모티딘은 다른 약물들과 크게 중요한 상호작용을 하지 않는다.

약동학과 관련하여, 시메티딘은 특히 간의 사이토크롬 P450(CYP) 경로를 통한 약물 대사와 제거에 일부 간섭한다. 구체적으로 시메티딘은 P450 효소인 CYP1A2, CYP2C9, CYP2C19, CYP2D6, CYP2E1, CYP3A4의 억제제 역할을 하여, 앞의 효소들을 통한 약물의 대사를 감소시킨다. 따라서 시메티딘은 여러 약물의 혈장 농도를 유독한 수준까지 올릴 수 있다. 농도가 올라갈 수 있는 약물에는 와파린, 테오필린, 페니토인, 리도카인, 퀴니딘, 프로프라놀롤, 라베탈롤, 메토프롤롤, 메타돈, 삼환계 항우울제, 일부 벤조디아제핀, 디히드로피리딘계 칼슘 통로 차단제, 설폰요소제, 메트로니다졸, 그 외 에탄올이나 메틸렌디옥시메스암페타민(MDMA) 등 몇몇 치료 목적이 아닌 기분전환용 약물이 있다.
시메티딘 이후에 개발된 H2 수용체 길항제는 CYP 대사를 변화시킬 가능성이 더 적다. 라니티딘은 시메티딘처럼 강력한 CYP 억제제는 아니지만 여전히 시메티딘과 비슷하게 여러 약물 상호작용을 일으킬 수 있다. 라니티딘과 상호작용하는 약물로는 와파린, 테오필린, 페니토인, 메토프롤롤, 미다졸람 등이 있다. 파모티딘은 CYP 대사에 거의 영향을 미치지 않으며 중요한 상호작용은 일으키지 않는 것으로 보인다.

## 같이 보기
- H1 수용체 대항제